# Noron-la-Poterie
Pour les articles homonymes, voir Noron.
Noron-la-Poterie est une commune française, située dans le département du Calvados en région Normandie, peuplée de 335 habitants.

## Géographie

### Localisation
La commune est située dans le Bessin. Son bourg, sur la route départementale 572, est à 8 km au sud-ouest de Bayeux, à 8 km au nord-est de Balleroy, à 9 km à l'est du Molay-Littry, à 15 km au nord-ouest de Tilly-sur-Seulles et à 27 km au nord-est de Saint-Lô.
Les communes limitrophes sont Agy, Castillon, Saint-Paul-du-Vernay, Subles et Le Tronquay.

### Hydrographie
La commune est située dans le bassin Seine-Normandie. Elle est drainée par la Drome, un bras de la Drôme, le Dieulait, le fossé 15 du Manoir, le Ponché et un autre petit cours d'eau,.
La Drôme, d'une longueur de 58 km, prend sa source dans la commune de Souleuvre en Bocage et se jette dans l'Aure à Maisons, après avoir traversé 26 communes.

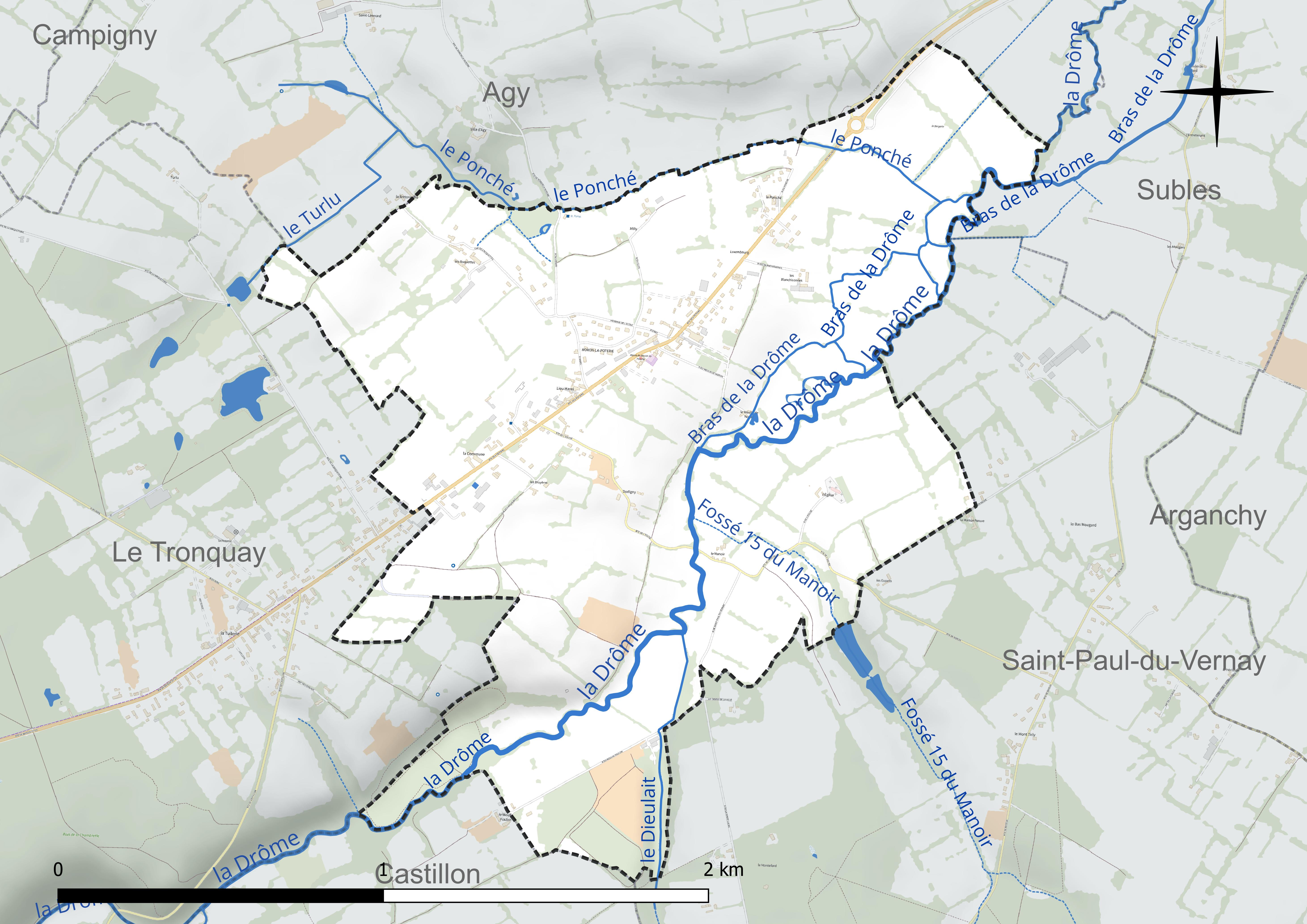
Réseau hydrographique de Noron-la-Poterie.

### Climat
Pour des articles plus généraux, voir Climat de la Normandie et Climat du Calvados.
En 2010, le climat de la commune est de type climat océanique franc, selon une étude du CNRS s'appuyant sur une série de données couvrant la période 1971-2000. En 2020, Météo-France publie une typologie des climats de la France métropolitaine dans laquelle la commune est exposée à un climat océanique et est dans la région climatique  Normandie (Cotentin, Orne), caractérisée par une pluviométrie relativement élevée (850 mm/a) et un été frais (15,5 °C) et venté. Parallèlement le GIEC normand, un groupe régional d'experts sur le climat, différencie quant à lui, dans une étude de 2020, trois grands types de climats pour la région Normandie, nuancés à une échelle plus fine par les facteurs géographiques locaux. La commune est, selon ce zonage, exposée à un « climat des plateaux abrités », correspondant à la plaine agricole de Caen à Falaise, sous le vent des collines de Normandie et proche de la mer, se caractérisant par une pluviométrie et des contraintes thermiques modérées.
Pour la période 1971-2000, la température annuelle moyenne est de 10,7 °C, avec  une amplitude thermique annuelle de 11,7 °C. Le cumul annuel moyen de précipitations est de 761 mm, avec 12,5 jours de précipitations en janvier et 7,8 jours en juillet. Pour la période 1991-2020, la température moyenne annuelle observée sur la station météorologique la plus proche, située sur la commune de Balleroy-sur-Drôme à 7 km à vol d'oiseau, est de 11,2 °C et le cumul annuel moyen de précipitations est de 924,3 mm,. Pour l'avenir, les paramètres climatiques de la commune estimés pour 2050 selon différents scénarios d'émission de gaz à effet de serre sont consultables sur un site dédié publié par Météo-France en novembre 2022.

## Urbanisme

### Typologie
Au 1er janvier 2024, Noron-la-Poterie est catégorisée commune rurale à habitat dispersé, selon la nouvelle grille communale de densité à 7 niveaux définie par l'Insee en 2022.
Elle est située hors unité urbaine.
Par ailleurs la commune fait partie de l'aire d'attraction de Caen, dont elle est une commune de la couronne,. Cette aire, qui regroupe 296 communes, est catégorisée dans les aires de 200 000 à moins de 700 000 habitants,.

### Occupation des sols

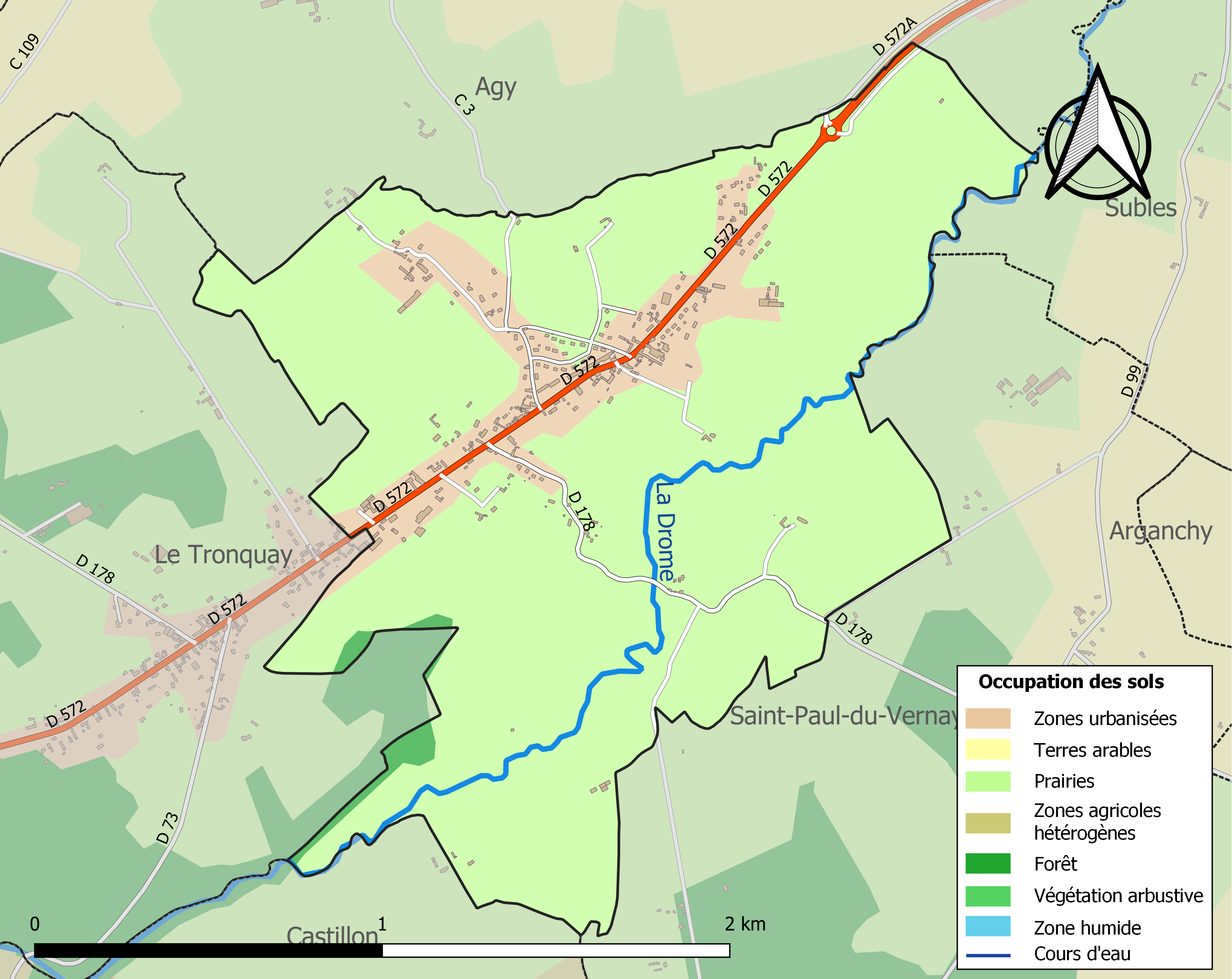
Carte des infrastructures et de l'occupation des sols de la commune en 2018 (CLC).

L'occupation des sols de la commune, telle qu'elle ressort de la base de données européenne d'occupation biophysique des sols Corine Land Cover (CLC), est marquée par l'importance des territoires agricoles (86,7 % en 2018), en diminution par rapport à 1990 (89,9 %).
La répartition détaillée en 2018 est la suivante : prairies (86,6 %), zones urbanisées (12,2 %), forêts (1,1 %).
L'évolution de l'occupation des sols de la commune et de ses infrastructures peut être observée sur les différentes représentations cartographiques du territoire : la carte de Cassini (XVIIIe siècle), la carte d'état-major (1820-1866) et les cartes ou photos aériennes de l'IGN pour la période actuelle (1950 à aujourd'hui).

## Toponymie
Le nom de la localité est attesté sous la forme Nogrondus en 1214,. Le toponyme serait issu d'un anthroponyme gaulois tel que Norus ou germanique tel que Northerus.
En 1903, le nom de la commune est complété par son activité emblématique, la poterie, permettant de le différencier de l'autre Noron du Calvados qui deviendra quant à lui Noron-l'Abbaye dix-sept ans plus tard.

## Histoire

### Moyen Âge
Au sud de l'église, il y avait en 1840 les vestiges d'un ancien palais des ducs de Normandie. Il était situé sur un coteau, au pied duquel était un vaste étang, desséché en 1793. Ces ruines étaient connues sous le nom de chapelle Sainte-Catherine,.
En 1094, le roi d'Angleterre, Guillaume le Roux, en lutte avec son frère aîné, Robert Courteheuse pour la possession du duché de Normandie, après avoir débarqué en Cotentin s'empare de la forteresse ducale située aux lisières de la forêt de Cerisy.

### Temps modernes
On trouve les premières traces d'activité potière en 1745. Aujourd'hui encore le village continue cette fabrication, les artisans exposent leurs marchandises le long de la route départementale Bayeux-Saint-Lô. Pendant la Seconde Guerre mondiale, les pots en terre de Noron servaient aux soldats pour y mettre leur poudre.

## Politique et administration
| Période                                  | Période      | Identité         | Étiquette | Qualité               |
| ---------------------------------------- | ------------ | ---------------- | --------- | --------------------- |
| avant 1981                               | juin 1995    | Jean Dubost      |           | Potier                |
| juin 1995                                | octobre 2010 | André Garrec     | SE        | Cadre commercial      |
| décembre 2010                            | mai 2020     | Guy Richer       | SE        | Retraité de la banque |
| mai 2020                                 | En cours     | François Scelles | SE        | Employé de banque     |
| Les données manquantes sont à compléter. |              |                  |           |                       |

Le conseil municipal est composé de onze membres dont le maire et deux adjoints.
En mars 2007, le maire, André Garrec, met aux enchères sa signature de parrainage aux candidats à l'élection présidentielle. Parrain en 2002 de Jacques Cheminade et déjà sollicité par Jean-Marie Le Pen et Olivier Besancenot, il entend ainsi faire parler de sa commune, tourner en dérision le système actuel et la politique dont il se dit un dégoûté. C'est finalement Rachid Nekkaz qui, en direct sur une chaîne d'information, lui achète ce parrainage pour 1 550 euros et le déchire instantanément.
Les associations du village seront les bénéficiaires du montant de l'enchère finale.

## Population et société
Les habitants de la commune sont appelés les Noronnais.

### Démographie
L'évolution du nombre d'habitants est connue à travers les recensements de la population effectués dans la commune depuis 1793. Pour les communes de moins de 10 000 habitants, une enquête de recensement portant sur toute la population est réalisée tous les cinq ans, les populations de référence des années intermédiaires étant quant à elles estimées par interpolation ou extrapolation. Pour la commune, le premier recensement exhaustif entrant dans le cadre du nouveau dispositif a été réalisé en 2005.
En 2022, la commune comptait 335 habitants, en évolution de −15,19 % par rapport à 2016 (Calvados : +1,58 %, France hors Mayotte : +2,11 %).
Noron-la-Poterie a compté jusqu'à 365 habitants en 1831.
| 1793 | 1800 | 1806 | 1821 | 1831 | 1836 | 1841 | 1846 | 1851 |
| ---- | ---- | ---- | ---- | ---- | ---- | ---- | ---- | ---- |
| 299  | 310  | 316  | 289  | 365  | 326  | 315  | 323  | 353  |

| 1856 | 1861 | 1866 | 1872 | 1876 | 1881 | 1886 | 1891 | 1896 |
| ---- | ---- | ---- | ---- | ---- | ---- | ---- | ---- | ---- |
| 316  | 307  | 302  | 286  | 282  | 260  | 284  | 267  | 264  |

| 1901 | 1906 | 1911 | 1921 | 1926 | 1931 | 1936 | 1946 | 1954 |
| ---- | ---- | ---- | ---- | ---- | ---- | ---- | ---- | ---- |
| 281  | 255  | 243  | 206  | 229  | 230  | 194  | 244  | 233  |

| 1962 | 1968 | 1975 | 1982 | 1990 | 1999 | 2005 | 2006 | 2010 |
| ---- | ---- | ---- | ---- | ---- | ---- | ---- | ---- | ---- |
| 239  | 201  | 218  | 266  | 248  | 289  | 297  | 292  | 342  |

| 2015 | 2020 | 2022 | - | - | - | - | - | - |
| ---- | ---- | ---- | - | - | - | - | - | - |
| 395  | 346  | 335  | - | - | - | - | - | - |

## Économie
La commune se situe dans la zone géographique des appellations d'origine protégée (AOP) Beurre d'Isigny et Crème d'Isigny.

## Culture locale et patrimoine

### Lieux et monuments

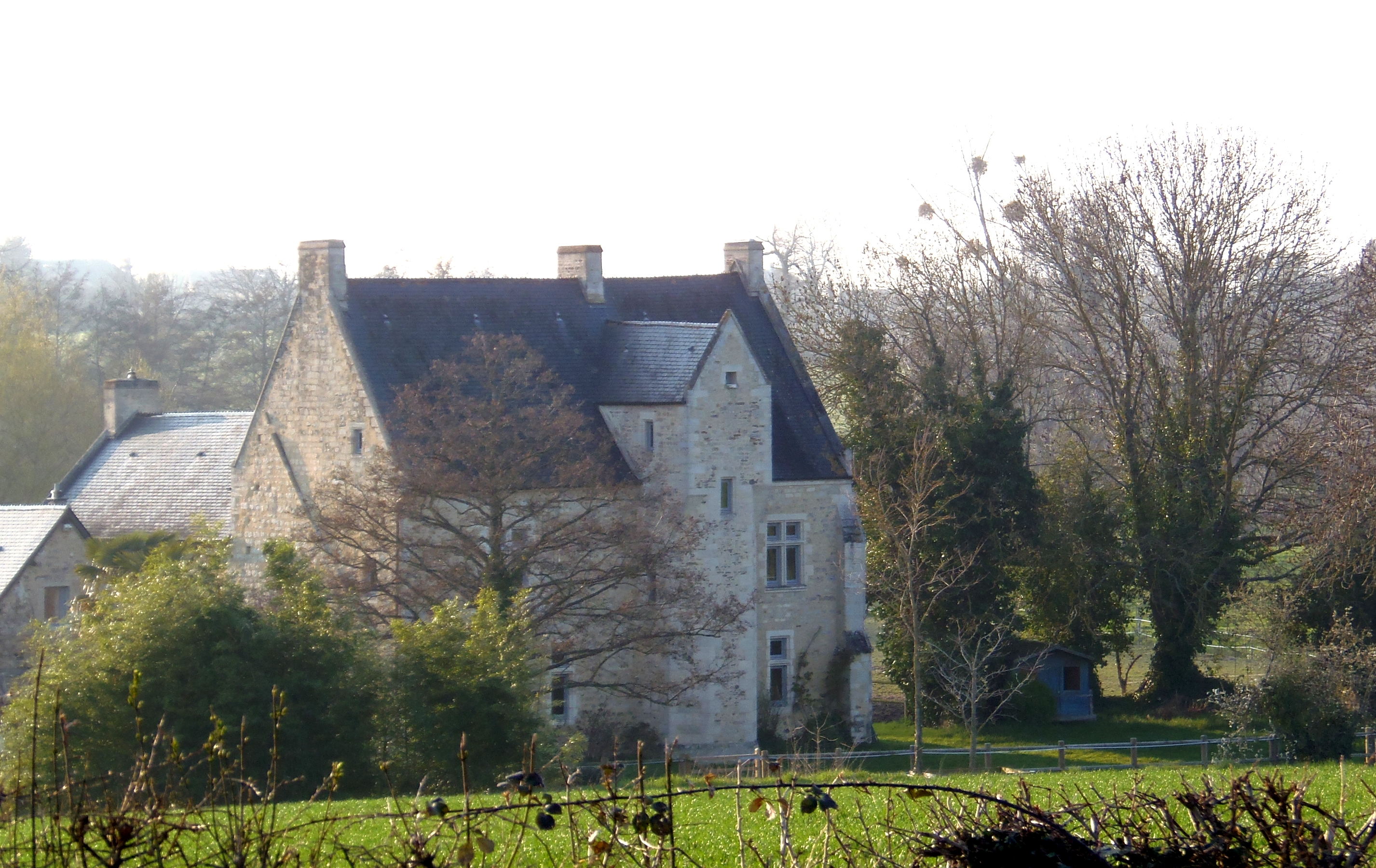
Le manoir du Pont-Senot.

- Le château de Bur-le-Roi, dont il ne reste que des ruines, fut un haut-lieu de l'histoire du duché de Normandie, Henri II d'Angleterre y conçut l'assassinat de Thomas Becket en 1170[réf. nécessaire].
- Le manoir du Pont-Senot (XVe siècle) est inscrit aux monuments historiques[35].
- Église Saint-Germain du XIe siècle, très remaniée.

### Personnalités liées à la commune
- Regnobert de Bayeux (VIIe siècle) serait né à Noron-la-Poterie.

### Héraldique
| Blason de Noron-la-Poterie | Blason  | D'azur à l'inscription «Bur-Le-Roy» en lettres cursives de sable, accompagné en pointe d'une poterie d'argent et aux flancs de deux tours du même maçonnées de sable; au chef de gueules* chargé d'un léopard d'or armé et lampassé d'azur. |
| Blason de Noron-la-Poterie | Détails | * Il y a là non-respect de la règle de contrariété des couleurs : ces armes sont fautives (gueules et sable sur azur). Présent sur le site de la commune.                                                                                   |